# Jap (terme)
Pour les articles homonymes, voir JAP.

Gros titres de journaux américains annonçant la capitulation japonaise.

Jap est un terme utilisé en anglais comme abréviation du mot « japonais ». Il est aujourd'hui généralement considéré comme péjoratif et raciste, bien que ce degré diffère selon les pays anglophones. Aux États-Unis, les Nippo-Américains trouvent le terme offensant, même quand il n'est utilisé que comme abréviation. Dans le passé, le terme n'était pas considéré comme offensant ; cependant, durant et après les évènements de la Seconde Guerre mondiale, le terme devint péjoratif.

## Histoire et étymologie

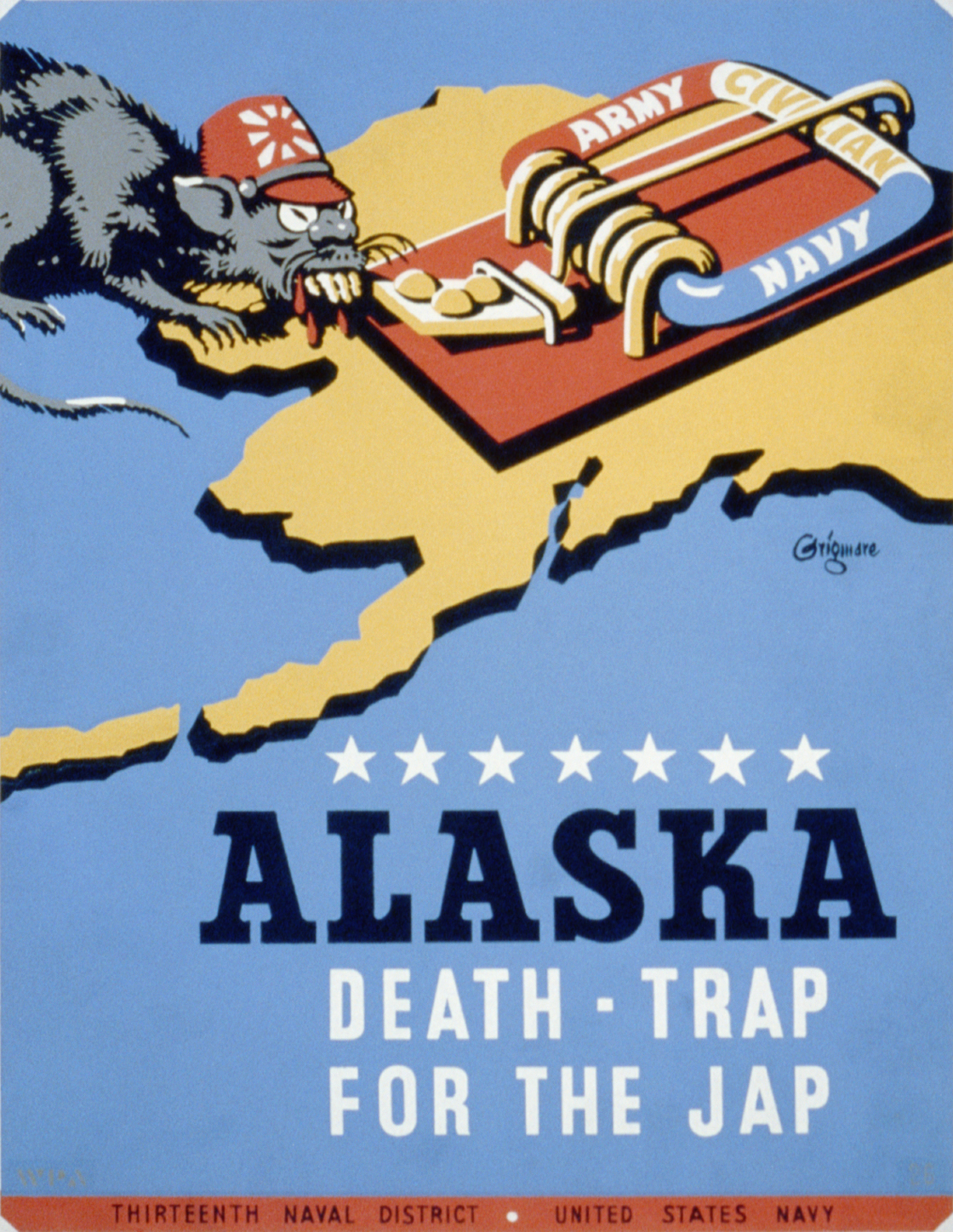
Propagande de guerre américaine utilisant une rime dans son slogan.

Selon le Oxford English Dictionary, le terme « jap » comme abréviation du mot « japonais » apparait à Londres vers 1880. Un exemple de l'usage bénin d'origine est le choix du nom de la route Boondocks (en) dans le comté de Jefferson au Texas, originellement nommée « route jap » lors de sa construction en 1905 pour honorer les cultivateurs locaux de riz originaires du Japon.
Popularisé plus tard durant la Seconde Guerre mondiale pour désigner quelque chose venant du Japon, « jap » était couramment utilisé par les journaux pour se référer aux Japonais et au Japon impérial. Le terme ne devint péjoratif que durant la guerre, plus encore que « nip » dérivé de « nippon ». Le vétéran et écrivain américain Paul Fussell explique l'usage de ce terme dans la propagande de guerre en disant que « japs » sonnait bien dans les slogans, par exemple Rap the Jap ou Let's Blast the Jap Clean Off the Map. Certains militaires essayèrent de combiner le mot « japs » avec « apes » (singes) pour créer un nouveau mot, « japes », pour désigner les Japonais ; le néologisme ne devint cependant jamais populaire.
Aux États-Unis, le terme est aujourd'hui considéré comme péjoratif. Le dictionnaire en ligne Merriam-Webster note qu'il est « généralement dénigrant »,. Une compagnie d'aliment de Chicago nommée Japps Foods (du nom de son fondateur, Leonard Japp) dû changer son nom en Jays Foods (en) (du nom d'une marque de chips) peu de temps après l'attaque de Pearl Harbor pour ne pas subir d'associations négatives avec son nom.
Au Texas, sous la pression de groupes de défenses des droits civils, le comté de Jefferson décide en 2004 de renommer la « route jap » située près de la ville de Beaumont. Dans le comté d'Orange voisin, la « voie jap » a également été visée par des groupes de défenses des droits. La route fut à l'origine nommée en hommage à Kichimatsu Kishi et à la colonie fermière qu'il fonda. En Arizona, le département d'état des transports a renommé la « route jap » près de Topock en « route Bonzai Slough » en raison de la présence de travailleurs agricoles japonais et de leurs fermes familiales le long du fleuve Colorado au début du XXe siècle.

## Réactions au Japon
En 2003, l'ambassadeur japonais aux Nations unies, Yoshiyuki Motomura, a protesté de l'usage du terme par l'ambassadeur nord-coréen en réponse à l'utilisation de « Corée du Nord » par l'ambassadeur japonais au lieu du nom officiel « République démocratique populaire de Corée » (ce qui sous-entendrait que la Corée n'est pas divisée).
En 2011, l'ambassadeur japonais à Londres a protesté de l'usage du terme dans un article du Spectator.

## Dans le monde
À Singapour et Hong Kong, le terme est librement utilisé comme abréviation du mot « japonais » et n'a pas un caractère offensant. L'équivalent brésilien « japa » n'est pas non plus péjoratif (bien qu'il soit considéré comme un terme d'argot) et est utilisé par les médias ainsi que par les Japonais Brésiliens eux-mêmes. Le média australien Asia Pulse utilise également le terme. En 1970, le créateur japonais Kenzo Takada ouvre la boutique « Jungle Jap » à Paris.